# Ишимбайское Приуралье
Ишимба́йское Приура́лье — часть Восточно-Европейской равнины, прилегающая к западному склону Урала в районе Ишимбайского нефтеносного района и города Ишимбая Республики Башкортостан. Термин активно используется в геологии.
В сакмарско-артинской толще Ишимбайского Приуралья имеются рифогенные массивы, напоминающие по форме грибы или останцы. С такими массивами связаны месторождения нефти.
В Ишимбайском Приуралье расположены горы-шиханы — высокий скальный массив, сложенный из остатков древних рифов, образовавшихся в теплом море девонского периода. Массив состоят из четырех гор-одиночек: Тратау, Шахтау, Юрактау и Куштау, цепочкой вытянувшихся по правому берегу реки Белой.

## Галерея

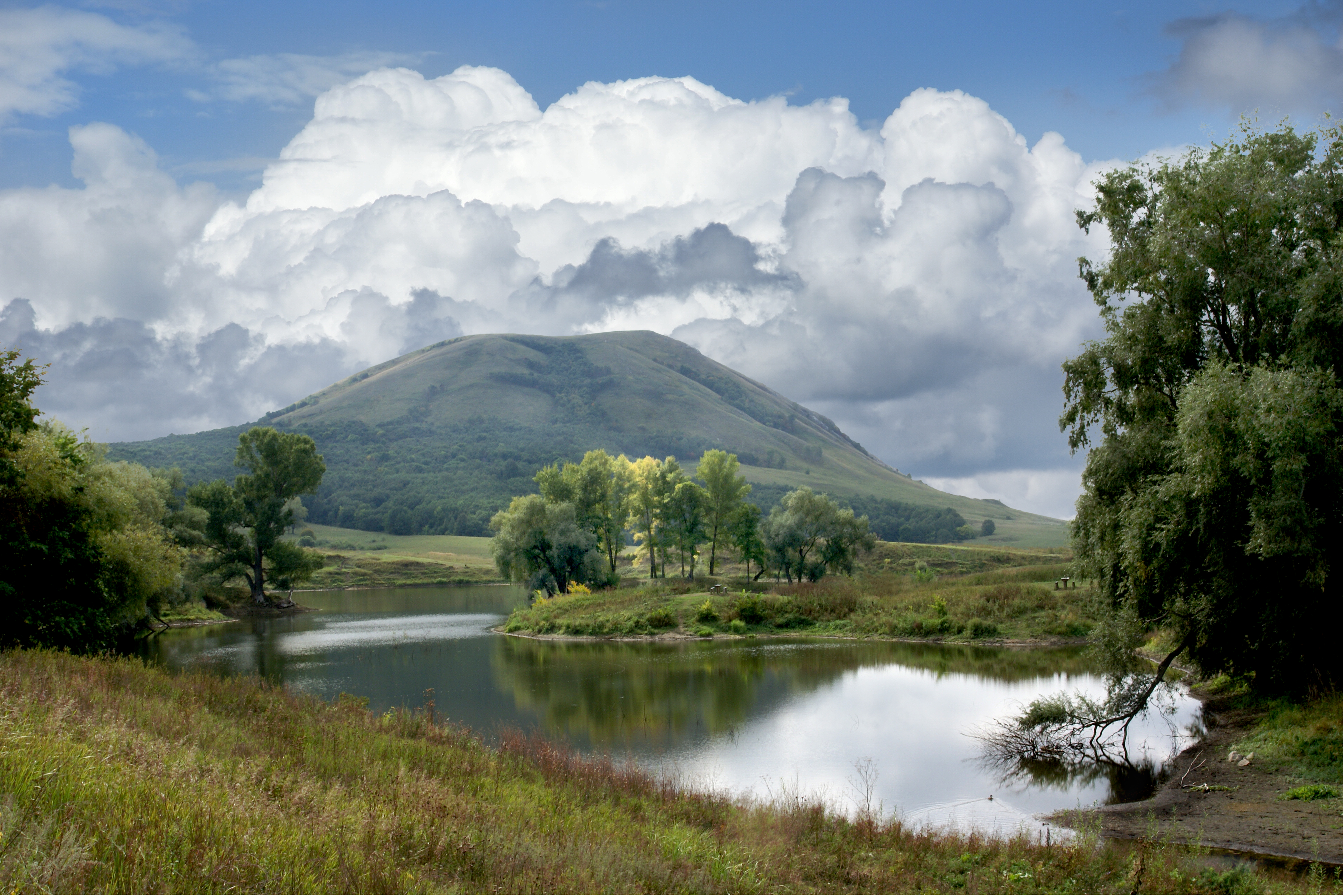
Тратау
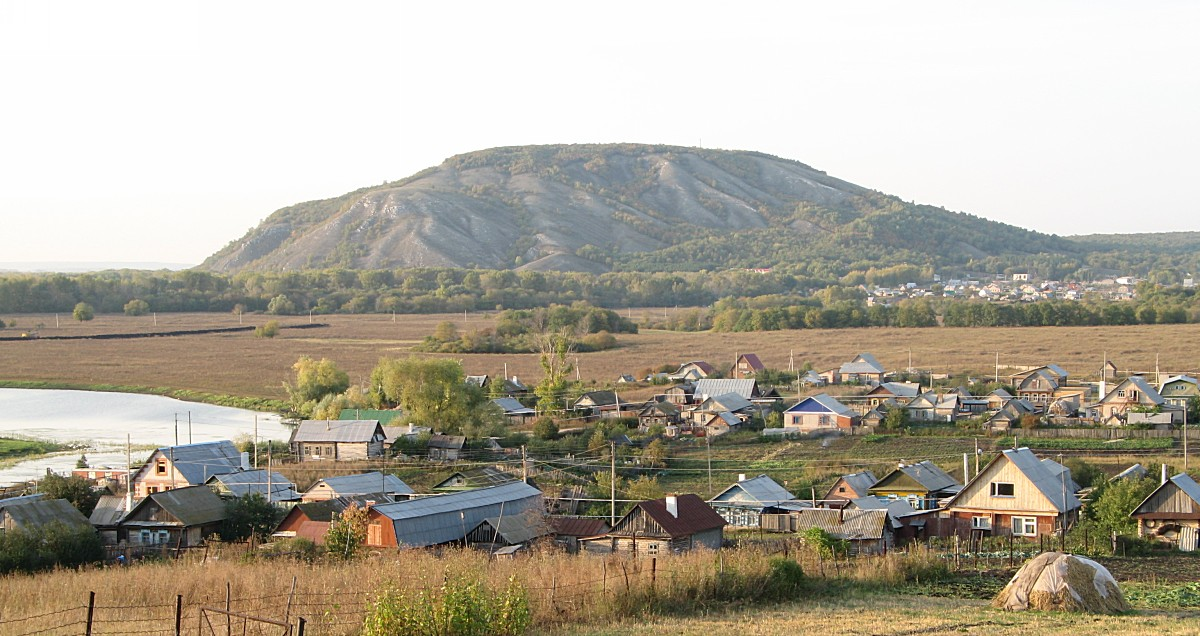
Куштау
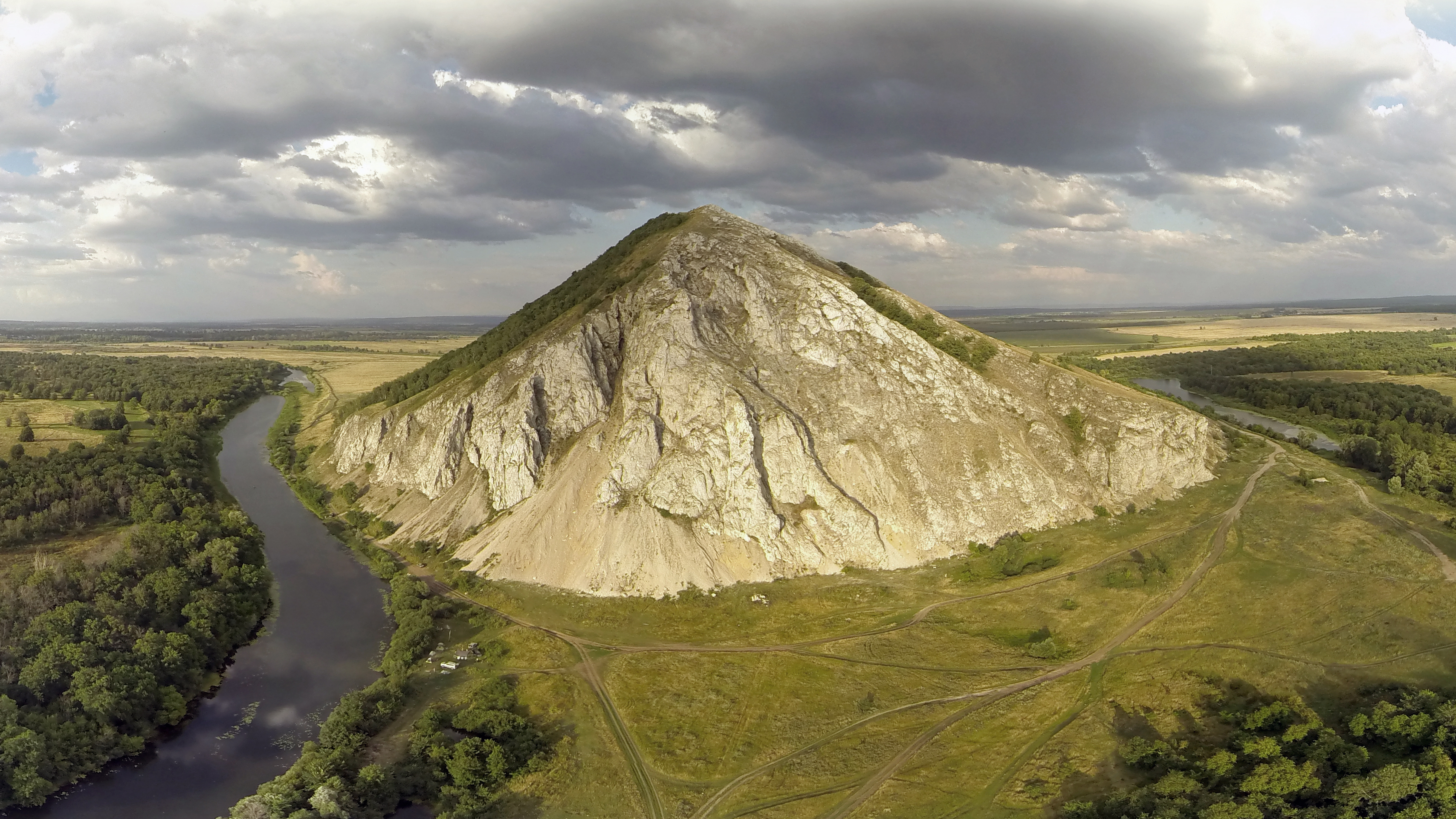
Юрактау

## См.также
- Урал и Приуралье